# Провулок Павла Лі
Прову́лок Павла́ Лі — провулок у Солом'янському районі міста Києва, селище Жуляни. Пролягає від початку забудови (поблизу одного із відгалужень вулиці Григорія Гуляницького) до вулиці Сергія Колоса.
Прилучається до вулиці Григорія Гуляницького.

## Історія
Заключна частина провулку виникла у 1-й третині XX століття як одна з нових вулиць села Жуляни (куток Греківщина). Початкова частина сформувалася після 1940-х років. Мала назву Московський провулок.
Сучасна назва на честь українського актора Павла Лі — з  2022 року.